# Mitsutoshi Watada
Mitsutoshi Watada (født 26. marts 1976) er en tidligere japansk fodboldspiller.
Han har spillet for flere forskellige klubber i sin karriere, herunder Vissel Kobe og JEF United Ichihara.